# Bettina Kerl
Bettina Kerl (* 1979 in  Nürnberg) ist eine deutsche Schauspielerin.

## Leben
Bettina Kerl studierte Schauspiel an der Hochschule für Schauspielkunst „Ernst Busch“ Berlin. Außerdem schloss sie an der Humboldt-Universität Berlin ein Studium in Musikwissenschaft ab. Nach dem Ende ihrer Ausbildung gastierte sie am Deutschen Schauspielhaus in Hamburg. Später war sie Ensemblemitglied am Schauspielhaus Wien. Vom Beginn der Spielzeit 2011/12 bis zum Sommer 2016 war Bettina Kerl Mitglied des Ensemble des Düsseldorfer Schauspielhauses. Seit Beginn der Spielzeit 2016/17 gehört sie dem Ensemble des Landestheaters Niederösterreich in St. Pölten an.

## Rollen
- Malina, Ivan und Ich nach Ingeborg Bachmann (Regie: Kai Ohrem im Eigenreich Berlin)
- Der Sandkasten (Regie: Kai Ohrem) am Thalia Theater in Hamburg
- Tod eines Handlungsreisenden (Regie: Dimiter Gotscheff) und am Deutschen Theater Berlin
- Kriemhilds Rache von Friedrich Hebbel, Regie: Alexander Charim am bat Studiotheater der HfS Ernst Busch Berlin
- Michael Kohlhaas von Heinrich von Kleist, Regie: Crescentia Dünßer und Otto Kukla am Deutschen Schauspielhaus in Hamburg

## Filmografie (Auswahl)
- 2019: SOKO Donau (Fernsehserie): Entfesselt
- 2024: Kopftuchmafia (Fernsehreihe)